# Earth First!

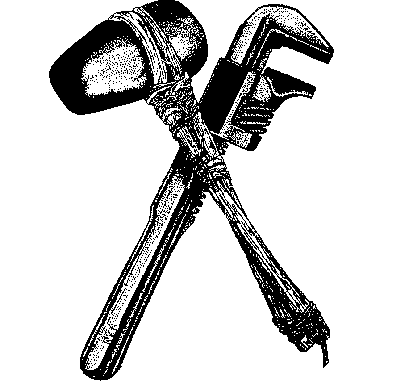
El símbolo de Earth First!: una llave de boca ajustable y un martillo de piedra.

Earth First! (¡Primero la Tierra!), es un movimiento ecologista radical que emergió en el suroeste de Estados Unidos en 1979. Diversos medios de comunicación y otros colectivos afirman que el grupo es una organización ecoterrorista.
Inspirado por Primavera silenciosa de Rachel Carson, la ética de la tierra de Aldo Leopold y La banda de la tenaza de Edward Abbey, un grupo de activistas se comprometieron "¡Sin negociación en la defensa de la madre Tierra!". El activista ecologista Dave Foreman, el ex-Yippie (Youth International Party) Mike Roselle, los representantes de la Wilderness Society de Wyoming Bart Koehler y Howie Wolke y el ex-guarda forestal Ron Kezar estuvieron viajando en el bus VW de Foreman desde el Desierto Pincate en el norte de México hasta Albuquerque, en Nuevo México.
Provocado por lo que consideraron una traición llevada a cabo por los defensores del medio ambiente de la corriente principal durante los encuentros del "RARE II" (el Servicio Forestal de Áreas sin carreteras, Revisión y Evaluación), los activistas vieron venir un movimiento revolucionario que dejaba de lado el preservar muchos millones de acres ecológicas en todos los Estados Unidos. De pronto Foreman dijo Earth First! (¡Primero la Tierra!). Wolke dijo "La próxima cosa que sabes, Roselle dibujó un logotipo de un puño cerrado, lo pasó a la parte delantera y entonces nació Earth First!".
Hay grupos de Earth First! grupos en Estados Unidos, Reino Unido, Canadá, Australia, Holanda, Bélgica Filipinas, República Checa, India, México, Francia, Alemania, Nueva Zelanda, Polonia, Nigeria, Eslovaquia,  Irlanda, Italia, y España.

## Los primeros años
Durante los primeros años del grupo (1979-1986), Earth First! mezcló trucos publicitarios (como lanzar una broma de plástico a la presa de Glen Canyon) con proposiciones de largo alcance para la naturaleza que reportaban que grupos ecologistas de la corriente principal estaban abogando (con la búsqueda de la conservación biológica desde una perspectiva biocéntrica) Las propuestas del grupo fueron publicadas en un periódico, Earth First!  The Radical Environmental Journal, informalmente conocido como el Earth First! Journal. Edward Abbey a menudo hablaba en las primeras reuniones, y sus escritos fueron una inspiración que le llevó a ser venerado en el primer movimiento.[cita requerida] Un encuentro anual del grupo fue conocido como el Round River Rendezvous ("la Cita del Círculo de Río"), con el nombre tomado de un mito Ojibwa sobre el continuo río de la vida flotando dentro y fuera de sí mismo y sosteniendo todas las relaciones.[cita requerida] La cita era en parte celebración con arte y música, y en parte activismo con talleres y valoraciones de las acciones anteriores.
En la primavera de 1985, una llamada de ámbito nacional a la acción en el Earth First! Journal[cita requerida] trajo miembros de todo Estados Unidos al Bosque Nacional Willamette, en el oeste de Oregón, para realizar una acción contra Willamete Industries, una compañía maderera. Encontrando que bloquear las carreteras de tala (llevado a cabo por el Cathedral Forest Action Group, de Corvallis, Oregon) ofrecía protección durante muy poco tiempo, Ron Huber, de Maryland y Mike Jakubal, de Washington, decidieron que sentarse en los árboles era una alternativa de desobediencia civil mucho más efectiva.
En mayo de 1985, Mike Jakubal llevó a cabo la primera sentada en un árbol de Earth First!. Cuando el oficial agente de la ley, del servicio forestal de los Estados Unidos llegó, Mike Roselle, Ron Huber y otros fueron arrestados por sentarse en la base del árbol como apoyo. La primera sentada en un árbol duró menos de un día, Kakubal bajó por la tarde para ver que quedaba del bosque que había sido talado alrededor suyo durante el día y fue arrestado por un oficial del servicio forestal oculto, pero el concepto de las sentadas en árboles enraizó profundamente en los miembros de Eart First!. Huber y Jakubal, en compañía de Mike Rosele, llevaron el concepto a la reunión de EF del 14 de junio en Washington;; el 23 de junio, un convoy de activistas llegó al Bosque Nacional de Willamette e instalaron plataformas arborícolas. en una localización "Squaw/Three timbersale" que el grupo pensó estaba amenazada por una inminente destrucción. Si bien en un punto, hasta una docena de árboles fueron ocupados, un impacto el 10 de julio echó abajo todas las plataformas excepto la de Rob Huber, así que los otros se habían ido a una reunión de noche a mañana en otra parte, Huber se mantuvo en su árbol, apodado Yggdrasil, hasta el 20 de julio, cuando dos ayudantes del sheriff del condado de Linn se izaron en una caja levantada por una grúa y lucharon con él por el árbol.
Después, a partir de 1987, Earth First! comenzó primariamente a asociarse con la acción directa para prevenir la tala, construcción de presas, y otras formas de subdivisión de la tierra que Earth First! considera pueden causar la destrucción de la vida salvaje, los hábitats o la expoliación de tierras salvajes. Este cambio de dirección atrajo muchos nuevos miembros a Earth First!, algunos de los cuales venían del trasfondo político de izquierdas o anarquista o del desarrollo de la contracultura. Dave Foreman ha dicho que esto introdujo actividades como vomitar en centros comerciales, quemas de banderas, exclamaciones de Edward Abbey en la reunión de Earth First! de 1987, y una y otra vez debates en el Earth First! Journal sobre temas como el anarquismo, con los cuales Foreman y otros no quería ser asociado. La mayoría de los antiguos miembros del grupo, incluyendo Dave Foreman, Howie Wolke, Bart Koehler, Christopher Manes, George Wuerthner, y el editor del Earth First! Journal John Davis comenzaron a sentirse cada vez más incómodos con esta nueva dirección. El cambio tuvo como consecuencia que bastantes de los fundadores cortaran su relación con Earth First! en 1990. Muchos de ellos se pusieron con el lanzamiento de una nueva revista Wild Earth (Tierra salvaje) y un nuevo grupo ecologista, The Wildlands Project (El Proyecto de las Tierras Salvajes). Roselle, en el otro lado, juntamente con activistas como Judi Bari, dieron la bienvenida a esta nueva dirección de Earth First! dirigida a la acción y la izquierda.
Comenzando a mediados de los ochenta, Earth First! comenzó a incrementar a identificarse con la filosofía de la ecología profunda y a incrementar su promoción, una filosofía presentada por Arne Næss, Bill Devall, y George Sessions, que sostiene que todas las formas de vida en la Tierra tienen el mismo valor y también lo tienen por sí mismas, sin tener en cuenta su utilidad para el ser humano. Los seguidores de Earth First! usaron esta filosofía para justificar una visión ecocéntrica del mundo en el que los valores intrínsecos de los organismos y ecosistemas sobrepasan su valor como recursos.

## Earth First desde 1990
Desde 1990, la acción dentro del movimiento Earth First! se vio cada vez más influenciada por la filosofía política anarquista. El cambio también trajo una rotación del principal órgano de medios de comunicación en diferentes regiones, una aversión al liderazgo organizado o una estructura administrativa, y una nueva tendencia de la identificación de Earth First! como una de los principales corrientes en lugar de una organización. En 1992, el impulso de Earth First! como una de las principales corrientes de movimiento causó que los miembros que se negaban a abandonar actos delictivos empezaran una rama militante llamada Frente de Liberación de la Tierra. La mayoría de los miembros de Earth First! se asemejaban a un activismo descentralizado e informado localmente basado en el comunitarismo, mientras que sus adversarios los caracterizaban como un grupo realizando una forma de terrorismo.
En varias partes del país, ciudadanos individuales y pequeños grupos formaron el núcleo para la base de acciones políticas, que podrían tomar la forma de acciones legales, como protestas, venta de recursos de madera, y campañas de educación, o de desobediencia civil, como sentadas en árboles, bloqueos de carreteras y el sabotaje denominado "ecotaje" por algunos miembros de Earth First!, argumentando que era hecho como forma de ecodefensa. A menudo, la acción directa disruptiva se utiliza principalmente como una táctica de bloqueo en un intento de impedir la posible destrucción del medio ambiente mientras que los pleitos de Earth First! tratan de asegurar victorias a largo plazo. Las tácticas de las que se informó incluyeron bloqueos de carreteras, activistas encadenándose a sí mismos a equipamiento pesado, sentadas en árboles y sabotaje de maquinaria.[cita requerida]
Earth First! fue conocido por publicar información en el Earth First! Journal de prácticas como el tree-spiking (clavado de elementos de metal o cerámica en un árbol para así impedir su tala) y monkeywrenching (o ecotaje) que han dado lugar a informes de lesiones como consecuencia de esas tácticas, aunque no hay pruebas de que Earth First! haya participado en tales actividades. En 1990, de todos modos, Judi Bari llevó a EF! en el norte de California y sur de Oregón a renunciar a esas prácticas, llamándolas contraproducentes y a intentar formar una coalición con los trabajadores y los pequeños negocios madereros para derrotar la tala corporativa a gran escala en el norte de California.
Algunos críticos al movimiento aún llaman la actividad de Eart First! ecoterrorismo, si bien los proponentes de Earth First! dicen que dicho término describe más apropiadamente a la gente que destruye el medio ambiente. En respuesta a haber sido etiquetados terroristas, algunos miembros de Earth First! han adoptado el neologismo terrista en su lugar.

### La bomba en el coche de Judi Bari
En 1990, una bomba fue colocada en el coche de Judi Bari, destrozándole a ella la pelvis y también hirieron al compañero activista Darryl Cherney. Bari y Cherney fueron luego arrestados después que el FBI sospechara que ellos estaban transportando la bomba cuando accidentalmente explotó. El caso contra ellos fue desestimado por la falta de evidencia alguna. Bari murió en 1997 de cáncer, pero su demanda federal contra el FBI y la policía de Oakland resultó en un veredicto de jurado en 2002 por el cual tenían que indemnizarle a ella y a Darryl Cherney con un total de 4,4 millones de dólares. El ochenta por ciento de los daños fueron adjudicados por violar la Primera y Cuarta Enmienda de derechos en el curso de la investigación sobre la bomba.
Algunas teorías apuntan a Mike Sweeney, su distanciado exmarido, el cual supuestamente tiene un historial de atentados políticos que datan de los años 60. Esta teoría ha sido avanzada por Kate Coleman, autor de The Secret Wars of Judi Bari (Las Guerras Secretas de Judi Bari), así como Bruce Anderson, editor de Anderson Valley Advertiser (El Valle de Anunciantes de Anderson). Esta teoría es rechazada por Friends of Judi Bari (Amigos de Judi Bari), que la ven como una campaña de miedo creada por la extrema derecha. Los partidarios de Bari creen que hay evidencia que el FBI ayudó en el plan para colocar poner la bomba[cita requerida], si bien nunca se ha realizado una investigación gubernamental de este hecho.[cita requerida] Agente especial Richard W. Held, que supervisó el caso de Bari, el FBI, fue despedido de la demanda a principios de 1997.[cita requerida]

## Earth First! en Reino Unido

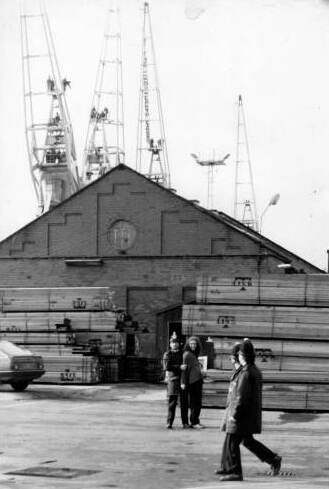
Un arresto en los muelles de Liverpool, con manifestantes ocupando grúas en el fondo.

El movimiento de Earth First! en Reino Unido comenzó en 1990, cuando un grupo en Hastings, Sussex organizó una acción en la central nuclear en Dungeness, Kent. Esto creció rápidamente, y muchos grupos se formaron con los años, con o sin el nombre Earth First!.
La primera gran acción de EF! sucedió en 1992 y se centró en la importación de madera dura tropical. La primera acción importante sucedió en diciembre de 1991 en el puerto de Tibury. La segunda acción importante, la 'Merseyside Dock Action' (Acción en el Puerto Merseyside) atrajo entre 200 y 600 personas que ocuparon los muelles de Liverpool durante dos días. Esta acción coincidió con la gira en carretera de Earth First!, en la cual un grupo de miembros de Earth First! de Reino Unido y Estados Unidos hicieron un tour por el país. Otras campañas iniciales.
En la actualidad existen diversos grupos regionales de Earth First!, al EF! Action Update se ha sumado la página EF! Action Reports y una reunión anual de Earth First!. En el primer encuentro en Sussex el debate se centró en el uso del daño criminal como técnica de protesta. Earth First! decidió ni condenar ni condonar tal daño, en su lugar, se centró más en las técnicas de acción directa no violenta. Alguna gente acuñó en la reunión el término Earth Liberation Front (ELF) (Frente de Liberación de la Tierra), que se volvió un movimiento separado que se expandió de vuelta en Estados Unidos. Las acciones que involucraban daño criminal sucedían a menudo bajo la protección de la noche y eran hechas típicamente bajo la bandera del ELF y eran atribuidas a los elfos y los pixies, o las Hadas de la Liberación de la Tierra, dándole un toque distintivamente británico al movimiento.
El mayor crecimiento en el movimiento de la acción directa comenzó con un enfoque simultáneo en las carreteras y se inició un campamento protesta en Twyford Down, contra la M3 en Hampshire. Mientras grupos de Earth First! aún realizaron un papel esencial, otros grupos como la Dongas tribe se formaron pronto. Junto a SchNEWS, y publicaciones como el Earth First! Action Update, y Do or Die significaron la comunicación entre grupos.
El movimiento creció a otros campamentos de protesta por carreteras como la carretera de circunvalación de Newbury, la A30 y la protesta por la carretera de enlace M11 en Londres, donde calles enteras fueron ocupadas a fin de frenar la obra de construcción. Más tarde se amplió la atención a otras campañas de Reclaim the Streets, las campañas de lucha contra la ingeniería genética, y Rising Tide (Oleada Creciente). Más recientemente, ha habido grupos, como la Peat Alert! (Alerta Turba!) y Plane Stupid (Avión estúpido).
Los grupos de Earth First! de Reino Unido difieren considerablemente de los grupos de Estados Unidos como reportó en una retrospectiva de diez años de Earth First! realizada por dos de los fundadores, Jake Bowers y Jason Torrance:

Nosotros sabíamos que la actitud de la línea dura estadounidense del EF! original de "paletos por la naturaleza" no encajaría aquí, así que creamos un grupo que combinaba la acción radical con la justicia social para proteger los pocos lugares naturales británicos que quedaban.

 Viendo la justicia ecológica y social como parte de la misma cosa, además organizando sobre las líneas anarquistas y trayendo otras luchas radicales y militantes, mezclado con acciones audaces y radicalismo real expandió el ideal de EF! a otros países y ayudó a transformar el movimiento en los Estados Unidos.

## Earth First! en la cultura popular
- El episodio de Los Simpson llamado Lisa the Tree Hugger muestra un grupo ecologista llamado Dirt First (Suciedad Primero), una parodia de Earth First!
- El personaje Nick Van Owen en El mundo perdido: Parque Jurásico II revela que el mismo es un miembro de Earth First!
- En la novela de Tom Clancy Rainbow Six, varios participantes en "El proyecto" son miembros de Earth First! Luego es dicho que otros miembros del "Proyecto" vieron Earth First! demasiado radical.
- Earth First! es una carta de objetivo (GOAL) en el juego de cartas Illuminati: New World Order.
- El vocalista de Pearl Jam, Eddie Vedder tiene un tatuaje de símbolo de Earth First!, lo cual demuestra que es activista.

### Sobre el Earth First! inicial
- Davis, John, ed. The Earth First! Reader: Ten Years of Radical Environmentalism (1991) (ISBN 0-87905-387-9)
- Foreman, Dave. Confessions of an Eco-Warrior (1991) (ISBN 0-517-88058-X)
- Foreman, Dave. Ecodefense: A Field Guide to Monkeywrenching (1985) (ISBN 0-9637751-0-3)
- Manes, Christopher. Green Rage: Radical Environmentalism and the Unmaking of Civilization (1990) (ISBN 0-316-54532-5)
- Scarce, Rik. Eco-Warriors: Understanding the Radical Environmental Movement (2006) (ISBN 1-59874-028-8)
- Zakin, Susan. Coyotes and Town Dogs: Earth First! and the Environmental Movement (1993) (ISBN 0-8165-2185-9)

### Sobre Earth First! tras 1990
- Bari, Judi. Timber Wars (1994) (ISBN 1-56751-026-4)
- Lee, Martha. Earth First!: Environmental Apocalypse (1995) (ISBN 0-8156-0365-7)
- Scarce, Rik. Eco-Warriors: Understanding the Radical Environmental Movement (2006) (ISBN 1-59874-028-8)
- Wall, Derek Earth First and the Anti-Roads Movement (1999) (ISBN 0-415-19064-9)
- Chadwick, Paul "Concrete: Think Like A Mountain"
- King, Elli (Editor) LISTEN: The Story of the People at Taku Wakan Tipi and the Reroute of Highway 55 or The Minnehaha Free State (2006)

### Libros críticos
- Arnold, Ron. Ecoterror: The Violent Agenda to Save Nature (1997) (ISBN 0-939571-18-8)
- Bradford, George. How Deep is Deep Ecology? (1989) (ISBN 0-87810-035-0)
- Clausen, Barry. Walking on the Edge: How I Infiltrated Earth First! (1994) (ISBN 0-936783-12-5)
- Coleman, Kate. The Secret Wars of Judi Bari (2005) (ISBN 1-893554-74-0)
- Gagliano Giuseppe. Il ritorno alla madre terra.L'Utopia verde tra ecologia radicale e ecoterrorismo, Editrice Uniservice (2010)(ISBN 978-88-6178-595-3)

### Relacionados
- FBI on Eco-Terrorism (inglés)
- Covert Repertoires: Ecotage in the UK (inglés)
- Members of Earth First Mourning Dead Trees (inglés)

- Datos: Q1277639
- Multimedia: Earth First / Q1277639